# Perniki
Perniki este o localitate din comuna Gorje, Slovenia, cu o populație de 13 locuitori.